# Piotr Wojtylak
Piotr Wojtylak (ur. 1 sierpnia 1951 w Bielsku-Białej) – polski matematyk, doktor habilitowany nauk matematycznych, specjalizujący się w logice matematycznej. Profesor Uniwersytetu Opolskiego (wcześniej związany z Uniwersytetem Śląskim w Katowicach oraz Akedmią Jana Długosza w Częstochowie).

## Życiorys
Syn Alojzego i Rozalii z d. Piotrowska. Studiował matematykę na Uniwersytecie Śląskim w Katowicach: magisterium w 1974, doktorat w 1978, habilitacja w 1985. Związany był z Instytutem Matematyki UŚ, gdzie prowadził badania z zakresu logiki matematycznej. Pracuje w Instytucie Matematyki na Uniwersytecie Opolskim.
Był promotorem prac magisterskich i doktorskich m.in. Tomasza Połacika (praca magisterska obroniona w 1990 i doktorat w 1996). Swoje zainteresowania naukowe koncentruje na logikach modalnych oraz kratach dystrybutywnych.